# Te Levar
"Te Levar", também conhecida por "Te Levar Daqui", é o terceiro single do álbum Preço Curto... Prazo Longo da banda Charlie Brown Jr. A canção foi abertura da novela Malhação por sete anos, de 1999 a 2006. Foi usada no encerramento da novela no dia da morte de seu compositor, o vocalista Chorão, como tributo, em 6 de março de 2013.
Em 2011, em uma entrevista dada no programa Domingão do Faustão, Chorão contou sobre que sua inspiração foi o relacionamento com a então esposa Graziela Gonçalves:
Segundo dados divulgados pelo ECAD em 2018, relativos ao período de 2013 a 2018 (ou seja, desde a morte do Chorão), "Te Levar" foi a 8ª música do Charlie Brown Jr. mais tocada em bares, restaurantes, hotéis e clubes, e a 4ª mais tocada em shows.